# August Salaba
August Salaba (12. březen 1840 Bohorodčany, Halič, dnes Ukrajina – 28. leden 1894 Praha) byl český strojní inženýr a vynálezce, profesor Pražské techniky a ve dvou funkčních obdobích (1878–1879; 1883–1884) rovněž její rektor.

## Život
Narodil se v Haliči, jeho rodiče pocházeli ze Semil. Vystudoval reálku ve Lvově a Samboru. V letech 1853–1858 studoval na lvovské polytechnice. Následující rok (1858–1859) pak architekturu na vídeňské akademii. V roce 1868 působil jako asistent katedry pro stavbu strojů na Spolkové vysoké technické škole v Curychu. V roce 1869 byl jmenován řádným profesorem stavby strojů a encyklopedie mechaniky na c. a k. České vysoké škole technické v Praze, kde působil až do své smrti. V roce 1882 se oženil s Karolínou Blovskou, s níž měl jedinou dceru Karolínu..  V roce 1884 byl na pražské Technice jmenován profesorem teoretické nauky o strojích a technické mechaniky.
Byl členem Spolku inženýrů a architektů; v roce 1892 byl jeho předsedou. Zasloužil se o zahájení vydávání časopisu Technický obzor.
Zemřel během neúspěšné operace v sanatoriu na Žižkově roku 1894 ve věku 53 let. Pohřben byl v rodinné hrobce na Olšanských hřbitovech.

## Dílo
Byl vynikajícím konstruktérem a vynálezcem. V roce 1891 obdržel zlatou medaili na Jubilejní zemské výstavě v Praze za stroj na zkoušení pevnosti materiálů.
Je spoluautorem českého strojírenského názvosloví.

## Další
Je po něm pojmenována Salabova ulice v areálu ČVUT v Praze 6 – Dejvicích.